# Fédération royale néerlandaise de natation
La Fédération royale néerlandaise de natation (en néerlandais : Koninklijke Nederlandse Zwembond (abrégé KNZB) est la fédération nationale de natation des Pays-Bas, affiliée à la Fédération internationale de natation. Son siège est à Nieuwegein. Son président actuel est Erik FD van Heijningen. Elle organise les championnats des Pays-Bas de natation (Nederlandse Kampioenschappen Zwemmen).